# Haslet, Texas
Haslet là một thành phố thuộc quận Tarrant, tiểu bang Texas, Hoa Kỳ. Năm 2010, dân số của xã này là 1517 người.

## Dân số
- Dân số năm 2000: 1134 người.
- Dân số năm 2010: 1517 người.